# Veerakeralam
Veerakeralam là một thị xã panchayat của quận Coimbatore thuộc bang Tamil Nadu, Ấn Độ.

## Nhân khẩu
Theo điều tra dân số năm 2001 của Ấn Độ, Veerakeralam có dân số 19.993 người. Phái nam chiếm 51% tổng số dân và phái nữ chiếm 49%. Veerakeralam có tỷ lệ 77% biết đọc biết viết, cao hơn tỷ lệ trung bình toàn quốc là 59,5%: tỷ lệ cho phái nam là 82%, và tỷ lệ cho phái nữ là 72%. Tại Veerakeralam, 9% dân số nhỏ hơn 6 tuổi.